# William Ward (3e vicomte Dudley et Ward)
Pour les articles homonymes, voir William Ward et Ward.
William Ward, 3e vicomte Dudley et Ward (21 janvier 1750 - 25 avril 1823) est un pair et homme politique britannique .

## Biographie
Il est le fils de John Ward (1er vicomte Dudley et Ward), de sa deuxième femme, Mary Carver. Il est élu à la Chambre des communes pour Worcester en 1780, poste qu'il occupe jusqu'en 1788, date à laquelle il succède à son demi-frère comme vicomte et entre à la Chambre des lords. En 1780, il épouse Julia Bosville, fille cadette de Godfrey Bosville, de Gunthwaite, dans le Yorkshire, et sœur du colonel William Bosville (1745-1813). Il meurt en avril 1823, à l'âge de 73 ans. Son fils, John, qui remplit les fonctions de ministre des Affaires étrangères est nommé comte de Dudley en 1827, lui succède.